# Szabolcs Szilágyi

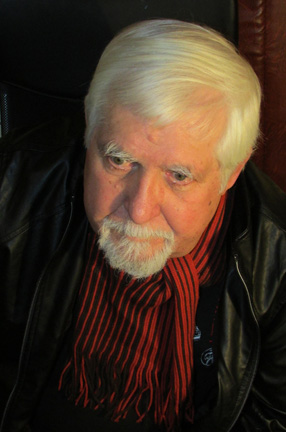

Szabolcs Szilágyi (ur. 13 czerwca 1942 r. w Nagyvárad, dziś Oradea, Rumunia) – zamieszkujący w Polsce węgierski pisarz i tłumacz literatury, były stały warszawski korespondent węgierskiego radia i telewizji (1979–1984 i 1993–1996) oraz węgierskiej sekcji BBC (2003–2005). Dyplomata, attaché prasowy w warszawskiej Ambasadzie Węgier (1989–1993). Na stałe osiedlił się w Polsce w roku 1993.  Z małżonką Polką założyli jedną z pierwszych prywatnych agencji prasowych i fotograficznych ("MWMEDIA"). Założyciel i pierwszy redaktor naczelny warszawskiego dziennika Metropol. Na kursach i szkoleniach biznesowych wykładał protokół dyplomatyczny.

## Twórczość
Szabolcs Szilágyi jest autorem następujących książek:
- "Varsói krónika 1979-1981[1]" ("Kronika Warszawska 1979-1981"), Budapeszt, 1986
- "Walesa, a Nóbel-díjas villanyszerelő[2]" ("Wałęsa, elektryk z nagrodą Nobla"), Budapeszt, 1989
- "Első magyar szívcsere" ("Pierwsza węgierska transplantacja serca"), Budapeszt, 1989
- "Pół żartem, pół serio o komputerze", wyd. TRIO, Warszawa, 1992
- "Dla sekretarek, pół żartem, pół serio", wyd. TRIO, Warszawa, 1992
- "Doskonała sekretarka" wyd. Oficyna Pogranicze „MicroWay”, Warszawa, 2003
- "Visszapillantó tükör. A történelem, a politika és a hatalom félárnyékában[3]" ("Lusterko wsteczne. W półcieniu historii, polityki i władzy") -trzytomowe wspomnienia z lat 1942-2009 - Węgierska Biblioteka Narodowa (Országos Széchenyi Könyvtár) wyd.elektroniczne MEK, Budapeszt, 2010-2012
- "Fruzsina, hol vagy?[4]" ("Gdzie jesteś Fruzsino?"), powieść historyczno-obyczajowa, MEK, Budapeszt, 2012
- "Hat kicsi hajótörött[5]" ("Sześciu małych rozbitków") Warszawa-Miszkolc, 2014
- "Halálvölgy[6]" ("Dolina Śmierci"), powieść historyczna, Warszawa, Pecz, 2015
- "A janicsár hazatér" ("Powrót Janczara"), powieść historyczna, Warszawa- Miszkolc, 2016·
- „SVEJK – az örömkatona” („Szwejk – radosny ochotnik”) – Węgierski koszarowy humor, Ridero, 2016
- „Az elhárított zenekar” („Zwalczana orkiestra”), powieść satyryczna, Warszawa-Miszkolc, 2016
- „A postaudvar titka” („Sekretne podwórko poczty”) Polsko-węgierska powieść historyczna, Warszawa-Miszkolc, 2018
- "A béke démonai" („Demony pokokoju”) Polsko-węgierska powieść historyczna, Warszawa-Miszkolc, 2018
- "Fruzsina, hol vagy?" (Gdzie jestes Fruzsino?) powieść historyczno/obyczajowa, Warszawa-Miszkolc, 2018
- Barlangrajzolatok - I. (Jaskiniowe malowidła), absurdy i groteski, Warszawa-Miszkolc, 2019
- Csipetnyi Lengyelország (Szczypta Polski) mini-bedeker dla Węgrów, Węgierska Biblioteka Narodowa (Országos Széchenyi Könyvtár) wyd.elektroniczne MEK, Budapeszt, 2019
- Barlangrajzolatok - II.  (Jaskiniowe malowidła), absurdy i groteski, Warszawa-Miszkolc, 2019

Tłumaczenia z polskiego na węgierski:
- Tadeusz Kostecki: "Egy varsói villa titka" ("Dziwna sprawa"), 1965
- Jerzy Edigey: "Három lapos kulcs" ("Trzy płaskie klucze"), 1967
- Jerzy Urban: "Válogatott pimaszságok" ("Wybrane bezczelności"), felietony, 1988
- Roman Warszewski: "Mutassátok a terrorista lány hasát!" ("Pokażcie mi brzuch terrorystki!"), 1989
- Andrzej Wajda: "Visszaforgatás" ("Powtórka z całości"), 1990
- Ewa Maria Zelenay: "W połowie drogi do gwiazd" ("A csillagokhoz félúton") - dwujęzyczny tom wierszy, 2015

## Nagrody i wyróżnienia
- Odznaka 1000-lecia Państwa Polskiego (1966)
- „Za zasługi dla Miasta Nyírbátor” (2007)
- Inne, liczne węgierskie nagrody dziennikarskie, radiowe i telewizyjne (1979 - 1989)

## Życie prywatne
Szabolcs Szilágyi zdał maturę w węgierskim mieście Nyíregyháza. Po studiach otrzymał dyplom bibliotekarstwa, kulturoznawstwa i psychologii (1966, Debreczyn), ukończył też dwuletnią szkołę dziennikarstwa w Budapeszcie. Do Polski po raz pierwszy przyjechał w roku 1957 z grupą węgierskiej młodzieży. Jako licealista każde wakacje spędzał na obozach polskich harcerzy, a później jako autostopowicz wędrował po polskich drogach. Nauczył się języka polskiego, po służbie wojskowej jako dziennikarz stał się jednym ze specjalistów spraw polskich na Węgrzech. W latach 60. przetłumaczył dla węgierskich gazet wiele polskich bajek, humoresek i opowiadań.
Jako muzyk amator grający na harmonijce ustnej jest założycielem i dożywotnim członkiem honorowym Otwockiego Towarzystwa Bluesa i Ballady. Przez kilka lat był prezenterem na dolnośląskich festiwalach muzyki wiedeńskiej, a także muzyki uzdrowiskowej. Jest przedstawicielem Węgier, był wicekanclerzem w Międzynarodowej Kapitule Orderu Uśmiechu. Zapoczątkował partnerskie kontakty miast Rzeszów i Nyíregyháza (1964) oraz Rawy Mazowieckiej z Nyírbátor (2005). Jest członkiem Związku Literatów Polskich.